# Аустрија на Европском првенству у атлетици у дворани 1975.
Аустрија је  учествовала  на 6. Европском првенству у дворани 1975. одржаном  8. и 9. марта у Спортско-забавној дворани Сподек у Катовицама, (Пољска).
На првенству у Катовицама Аустрију је представљала 1 атлетичарка која се такмичили у трци на 60 метара.
На овом првенству Аустрија није освојила ниједну медаљу.
У табели успешности према броју и пласману такмичара који су учествовали у финалним такмичењима (првих 8 такмичара) Аустрија није имала представника , Од 24 земље учеснице њих 6 нису имале ниједног учесника у финалу: Аустрија, Данска, Луксембург Норвешка Турска и Шпанија.